# Howard Lee McBain
Howard Lee McBain (* 1880 in Toronto, Ontario; † 1936) war ein US-amerikanischer Politikwissenschaftler. 
McBain ging ab 1896 an ein College in Richmond, graduierte dort und erwarb 1907 an der Columbia University einen Doktorgrad. 
Nachdem er an der George Washington University und an der Columbia University gelehrt hatte, wurde er dort 1917 Professor für Staatsrecht. 1929 schließlich wurde er an der Columbia zum Dekan ernannt. Seine bemerkenswerteste Leistung vollbrachte er 1933, als er das kubanische Wahlrecht überarbeitete.

## Veröffentlichungen
- 1916 The Law and the Practice of Municipal Home Rule
- 1917 American City Progress and the Law
- 1922 The New Constitutions of Europe, Co-Autorin: Lindsay Rogers
- 1927 The Living Constitution

| Personendaten    | Personendaten                |
| ---------------- | ---------------------------- |
| NAME             | McBain, Howard Lee           |
| KURZBESCHREIBUNG | US-amerikanischer Politologe |
| GEBURTSDATUM     | 1880                         |
| GEBURTSORT       | Toronto                      |
| STERBEDATUM      | 1936                         |